# Pátria para Todos
O Pátria para Todos (em espanhol, Patria Para Todos) é um partido político venezuelano fundado em 24 de setembro de 1997 por políticos dissidentes do partido Causa Radical, dentre os quais destacaram-se Aristóbulo Istúriz, Pablo Medina e Alí Rodríguez Araque. Sua sede oficial fica na cidade de Libertador, localizada na região metropolitana de Caracas.
Na eleição presidencial de 1998, o recém-criado partido apoiou a candidatura de Hugo Chávez à presidência da Venezuela, da qual sagrou-se vencedor por ampla maioria ao conquistar 3 673 685 votos, o que na época correspondeu a 56,20% dos votos válidos.

## PPT e o chavismo
Durante os mandatos de Chávez entre 1999 e 2013, o partido apresentou uma divisão interna entre apoiadores e críticos da chamada Revolução Bolivariana, Mesmo assim, integrantes da ala governista contaram com a simpatia do chavismo e foram agraciados com ministérios. Em 2007, entretanto, a direção do PPT recusou-se a aceitar uma fusão com outros partidos de esquerda que deu origem ao atualmente majoritário Partido Socialista Unido da Venezuela (PSUV) diante da convicção de seus dirigentes de que o partido deveria posicionar-se politicamente como terceira via entre o chavismo e a direita.  

### Cisão interna
Após o falecimento de Hugo Chávez em 2013, vítima de câncer, uma nova eleição presidencial foi marcada para aquele ano e o candidato governista seria o então vice-presidente e atual presidente da Venezuela Nicolás Maduro. Com a decisão da cúpula do PPT em continuar a apoiar politicamente o chavismo ao invés de lançar candidatura própria para a eleição presidencial de 2013, alguns líderes partidários acabaram por deixar o partido e fundar 2 novos partidos dissidentes: o Movimento Pela Venezuela (MPV) e o Avanço Progressista (AP).